# Брель, Жак
Жак Брель (фр. Jacques Brel [ʒak bʁɛl]; 8 апреля 1929, Схарбек, Бельгия — 9 октября 1978, Бобиньи, Франция) — бельгийский франкоязычный поэт, бард, актёр и режиссёр.

## Биография
Жак Брель родился в 1929 году в городе Схарбеке (Брюссельский столичный регион).
В школе учился не слишком блестяще, но уже с раннего возраста участвовал в любительских спектаклях. Отец Жака работал в Cominex, импортно-экспортной фирме, а позже стал содиректором компании, производившей картонные изделия. Он заставил сына присоединиться к семейному бизнесу, хотя Жак не питал к этому никакой склонности.
В 1951 году Брель женился на Терезе Михильсен (Мишельсен), в том же году у них родилась дочь Шанталь.
Начиная с 1952 года Жак сочинял песни, которые он исполнял в семейном кругу или на вечеринках в брюссельских кабаре. В 1953 году вышла его первая пластинка на 78 оборотов — её ждал провал. Вскоре после этого Брель уехал в Париж по приглашению известного деятеля культуры Жака Канетти, открывшего талант молодого бельгийца. В 1955 году жена с детьми переехали к нему во Францию.
В феврале 1954 года Брель записал пластинку из девяти песен на студии «Филипс», но ни коммерческого, ни творческого успеха она не принесла. В том же году Канетти отправил певца в турне: Брель выступал в разных городах Бельгии и Франции, в Амстердаме, Лозанне, Северной Африке. Именно благодаря гастролям он наконец стал популярным. В 1955 году Брель снова отправился в турне, только уже совместно с американским джазовым музыкантом А. Бешетом.
В 1956 году Брель начал сотрудничать с пианистом-аккомпаниатором и оркестровщиком Франсуа Робером, в 1957 году у него появился второй аккомпаниатор, Жерар Жуаннест — для концертных выступлений. Тогда же его очередной альбом получил Гран-при Академии Шарля Кро. С 1958 года Брель активно выступал в престижных залах «Олимпия» и «Бобино», «Альгамбра». В 1958 году жена Тереза с тремя детьми вернулась в Брюссель, но не развелась с певцом.
В октябре 1965 года Брель гастролировал по Советскому Союзу: в его пятинедельное турне вошли Ереван, Баку, Ленинград, Тбилиси, Москва. В московском Театре эстрады он дал пять аншлаговых концертов — это была финальная часть пятинедельных гастролей по СССР. По воспоминаниям советского поэта Евгения Евтушенко певец побывал у него дома в гостях и пел фламандские народные песни, также в домашнем концерте участвовали Александр Галич и Булат Окуджава.
На пике успеха в 1966 году Брель решил оставить пение и сцену. 16 мая 1967 года в Рубе состоялся его последний концерт.
В 1967 году Брель дебютировал как киноактёр в фильме Андре Кайата «Профессиональный риск» в роли учителя, которого из мести ученица обвиняет в изнасиловании. В 1968 году — в спектакле «Человек из Ламанчи» Дейла Вассермана, в котором сыграл сразу две роли: Дон Кихота и Сервантеса. В 1971 году Марсель Карне снял Бреля в своей картине «Убийцы именем порядка», где ему поручена роль служителя правосудия, который вступает в борьбу с преступниками-полицейскими. Эдуар Молинаро использовал его несомненный комедийный дар в своих лентах «Мой дядя Бенжамен» (1969) и «Зануда» (1973), а Клод Лелуш — в бурлескной роли в картине «Приключение — это приключение» (1972). Брель также сам поставил два фильма («Франц», 1971 и «Дикий Запад», 1973). В 1973 году Жак расстался и с кинематографом.
В начале 1970-х годов Брель научился водить самолёт и купил яхту. С ноября 1975 года поселился во Французской Полинезии и написал там песни для последнего альбома «Brel» (или «Les Marquises»), который записал в Париже уже с одним легким.
Жак Брель скончался 9 октября 1978 года в парижском пригороде Бобиньи из-за тромбоэмболии лёгочной артерии. Похоронен певец на Маркизских островах Французской Полинезии — рядом с Полем Гогеном.
Изображен на бельгийской почтовой марке 1988 года.
В 1981 году американо-британский исполнитель Скотт Уокер выпустил альбом англоязычных кавер-версий песен Бреля Scott Walker Sings Jacques Brel, записанных в том числе в период 1967-69 гг. В 1989 году британский певец Марк Алмонд выпустил трибьют-альбом Jacques, состоящий из англоязычных каверов на песни Жака Бреля. К творчеству Бреля неоднократно обращались самые разные исполнители: Дэвид Боуи, Джуди Коллинз, Далида, Хулио Иглесисас и многие другие (Список кавер-версий песен Жака Бреля)    

## Дискография
- 1953: Первый сингл, записанный в Брюсселе : La Foire/Il y a
- 1954: Первый альбом : Jacques Brel et ses chansons
- 1957: Quand on n’a que l’amour, Heureux Pardons,…
- 1958: Je ne sais pas, Au printemps,…
- 1958: Диск для журнала Marie-Claire, включающий в себя L’introduction à la Nativité и L'Évangile selon saint Luc
- 1959: La valse à mille temps, Ne me quitte pas, Je t’aime, Isabelle, La mort, …
- 1961: Marieke, Le moribond,…
- 1962: Запись концерта в Олимпии, октябрь 1961
- 1963: Les Bigotes, Les vieux, La Fanette,…
- 1964: Jef, Les bonbons, Mathilde,…
- 1964: Концерт в Олимпии 1964
- 1965: Ces gens-là, Fernand,…
- 1967: 67 comprenant Mon enfance, À jeun,…
- 1968: Vesoul, L'éclusier,…
- 1970: L’Homme de la Mancha
- 1972: Новые записи старых песен
- 1977: Les Marquises
- 1988: Jacques Brel — l’intégrale (10 CD)
- 2003: Jacques Brel — l’intégrale (15 CD)

## Фильмы (фильмография)
- 1968 — Профессиональный риск / Les risques du métier (режиссёр — Андре Кайатт)
- 1968 — Банда Бонно / La bande à Bonnot (режиссёр — Филипп Фурастье)
- 1969 — Мой дядя Бенжамен / Mon oncle Benjamin (режиссёр — Эдуар Молинаро)
- 1970 — Мон-Драгон / Mont-Dragon (режиссёр — Жан Валер)
- 1971 — Убийцы во имя порядка / Les assassins de l’ordre (режиссёр — Марсель Карне)
- 1971 — Франц / Franz (режиссёр — Жак Брель)
- 1972 — Приключение есть приключение / L’aventure c’est l’aventure (режиссёр — Клод Лелуш)
- 1972 — Бар у развилки / Le bar de la Fourche (режиссёр — Ален Леван)
- 1972 — Дикий Запад / Le Far-West (режиссёр — Жак Брель)
- 1973 — Зануда / L’emmerdeur (режиссёр — Эдуар Молинаро)

## Документальные фильмы
- 2015 — Жак Брель. Жизнь в тысячу оборотов / Jacques Brel, une vie a mille temps (реж. Элоди Мьяле / Élodie Mialet)

## Знаменитые песни
- Quand on n'a que l'amour (1956)
- Ne me quitte pas (1959) («Не покидай меня» — посвящена певице Сюзанн Габриэлло)
- La valse à mille temps (1959)
- Bruxelles (1962)
- Les bonbons (1962)
- Amsterdam (1964)
- Ces gens-là (1966)
- Vesoul (1968)